# Buccinum parvulum
Buccinum parvulum is een slakkensoort uit de familie van de Buccinidae. De wetenschappelijke naam van de soort is voor het eerst geldig gepubliceerd in 1875 door Verkrüzen.